# Vincenzo Ercolano
Vincenzo Ercolano (também Vincenzo Herculani) (1517 – 29 de outubro de 1586) foi um prelado católico romano que serviu como Bispo de Perugia de 1579 a 1586, Bispo de Imola de 1573 a 1579, e Bispo de Sarno de 1569 a 1573.